# Calingasta megye
Calingasta egy megye Argentína nyugati részén, San Juan tartományban. Székhelye Tamberías.

## Népesség
A megye népessége a közelmúltban a következőképpen változott:
| Év   | Lakosság |
| ---- | -------- |
| 2001 | 8070     |
| 2010 | 8588     |